# Dysdera longirostris
Dysdera longirostris är en spindelart som beskrevs av Doblika 1853. Dysdera longirostris ingår i släktet Dysdera och familjen ringögonspindlar. Inga underarter finns listade i Catalogue of Life.